# Canal nourricier
Les canaux nourriciers sont les canaux des os qui s'étendent de la surface des os à la cavité médullaire. Ils s'ouvrent à l'extérieur de l'os par les foramens nourriciers (ou trous nourriciers ou trous vasculaires).
Ils permettent au vaisseaux vasculaires nourriciers de vasculariser l'intérieur de l'os.
Les foramens nourriciers sont présents et bien visibles sur les os longs et les os plats. Dans les os longs, ils se situent sur la diaphyse.